# Lupa Roma
Lupa Roma – włoski klub piłkarski, mający swoją siedzibę w mieście Tivoli, w prowincji Rzym.

## Historia
Chronologia nazw:
- 1974: Società Sportiva LVPA Frascati - po fuzji z A.S. Frascati i OMI Roma
- 1980: Unione Polisportiva SIRS Frascati - po fuzji z SIRS Ciampino
- 1984: Associazione Calcio Lupa Frascati
- 2002: Associazione Sportiva Dilettantistica Frascati Lupa Gioc
- 2004: Associazione Sportiva Dilettantistica Frascati Calcio
- 2006: Associazione Sportiva Dilettantistica Lupa Frascati
- 2013: Associazione Sportiva Dilettantistica Lupa Roma
- 2014: Lupa Roma Football Club

Piłkarski klub S.S. LVPA Frascati został założony w Frascati w 1974 roku w wyniku fuzji klubów Associazione Sportiva Frascati i OMI Roma. Pierwszy klub występował w Prima Categoria, a drugi w Serie D. "L.V.P.A." (łac. Ludentes Vivendi Perdiscimus Artem) – to skrót oznaczający "Sport uczy sztuki życia".  W sezonie 1974/75 zespół startował w Serie D, ale po zajęciu 17.miejsca w grupie F spadł do Promozione laziale. W 1977 wrócił do Serie D, a w 1978 awansował do Serie C2. Po dwóch sezonach w 1980 został oddelegowany do Serie D. Jednak klub sprzedał swoje miejsce ligowe dla Romulea, a potem połączył się z SIRS Ciampino i jako U.P. S.I.R.S. Frascati startował w sezonie 1980/81 w Promozione laziale. W 1984 spadł do Prima Categoria laziale, po czym zmienił nazwę na A.C. Lupa Frascati. Od 1989 do 1991 występował w Seconda Categoria laziale. Od 1992 do 1994 klub trzykrotnie zmieniał ligi, balansując pomiędzy Prima Categoria laziale a Promozione Lazio. W sezonie 1996/97 zespół zajął drugie miejsce w grupie D Promozione Lazio i zdobył awans do Eccellenza Lazio. W 2002 klub zmienił nazwę na A.S.D. Frascati Lupa Gioc i w sezonie 2002/03 zwyciężył w grupie B Eccellenza Lazio i otrzymał promocję do Serie D. W sezonie 2003/04 zajął 18-te miejsce w grupie F serii D i został zdegradowany do Eccellenza Lazio, ale jednak utrzymał się w lidze po zakupie miejsca ligowego od Cisco Calcio Roma, zmieniając swoją nazwę na A.S.D. Frascati Calcio. W 2006 spadł do Eccellenza Lazio, po czym zmienił nazwę na A.S.D. Lupa Frascati. W 2007 wrócił do Serie D, w 2009 znów spadł do Eccellenza Lazio, a w 2012 z powrotem do Serie D.
W 2013 klub zmienił nazwę na A.S.D. Lupa Roma przenosząc swoją siedzibę z Frascati do Rzymu (dzielnica Axa) i przyjmując barwy biało-niebiesko-żółto-czerwone. W sezonie 2013/14 zwyciężył w grupie G Serie D i awansował do Lega Pro.  W 2014 roku klub zmienił nazwę na Lupa Roma F.C. W sezonie 2016/17 zajął 19.miejsce w grupie A i został oddelegowany do Serie D.

## Sukcesy

### Trofea międzynarodowe
Nie uczestniczył w rozgrywkach europejskich (stan na 31-12-2016).

### Trofea krajowe
| \| \| Zdobyte trofea w rozgrywkach Włoch (stan na: 31-05-2017) \| |                                                          |      |          |
| Rozgrywki                                                         | Osiągnięcie                                              | Razy | Sezon(y) |
| · Mistrzostwo                                                     | I miejsce                                                | 0    |          |
| · Mistrzostwo                                                     | II miejsce                                               | 0    |          |
| · Mistrzostwo                                                     | III miejsce                                              | 0    |          |
| · Puchar                                                          | zdobywca                                                 | 0    |          |
| · Puchar                                                          | finalista                                                | 0    |          |
| II liga                                                           | I miejsce                                                | 0    |          |
| II liga                                                           | II miejsce                                               | 0    |          |
| II liga                                                           | III miejsce                                              | 0    |          |
| Włochy                                                            | Zdobyte trofea w rozgrywkach Włoch (stan na: 31-05-2017) |      |          |

- Serie C:
  - 13.miejsce: 2014/15 (grupa C)

## Stadion
Od sezonu 2016/17 klub rozgrywa swoje mecze domowe na stadionie Stadio Olindo Galli w Tivoli, który może pomieścić 2803 widzów. Wcześniej w Serie D grał na Stadio Desideri w Fiumicino, a następnie od 2014 do 2016 roku grał na Stadio Quinto Ricci w Aprilia.